# Юзеф Чехович
Ю́зеф Чехо́вич (пол. Józef Czechowicz; нар. 15 березня 1903 р. в Любліні, пом. 9 вересня 1939 р. там само) — польський поет-авангардист міжвоєнного двадцятиліття, член та один із засновників поетичного угруповання «Рефлектор». У 1930-х роках зібрав біля себе значиму групу молодих поетів, яких відносили до Другого авангарду (до неї входили, зокрема, Станіслав Пєнтак, Броніслав Міхальський, Юзеф Лободовський).
Активний учасник літературного життя Любліна (автор багатьох ліричних творів, присвячених місту), редактор кільканадцяти часописів (переважно літературних та дитячих), а також працівник Польського радіо, для якого писав радіопостановки.

## Біографія
Народився в Любліні в родині Малґожати (до шлюбу Сулек) і Павла Чеховича; був четвертою дитиною. Дитинство пройшло у напівпідвалі на вулиці Капуцинській, 3 (позаду готелю «Victoria», знищеного під час Другої світової війни). Це було службове житло його батька, який працював на невисокій посаді у банку. В 1912 році батько помер, а на звільнене ним робоче місце пішла працювати мати.
У 1913 році Чехович почав навчання в одинадцятирічній російськомовній школі. Завдяки зусиллям матері та інших дітей з родини вже тоді умів читати та писати польською мовою. Коли за два роки Люблін зайняли Австро-Угорські війська (1915), перевівся до новоствореної першої загальної польської школи, яку закінчив з відзнакою у 1917 році. Потім почав навчання у чотирирічній Учительській семінарії.
У 1920 році пішов добровольцем на польсько-радянську війну. За три місяці, під кінець жовтня, повернувся до школи, яку закінчив у 1921 році. Згодом здобував освіту на Вищих учительських курсах у Любліні та в Інституті спеціальної педагогіки у Варшаві. Після цього почав працювати вчителем у селі Слобідка Віленського воєводства; вчителював до 1932 року, працюючи в школах Володимира та Любліна (тут він, серед іншого, очолював спеціальну школу).

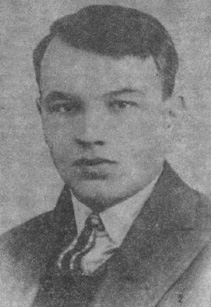
Молодий Юзеф Чехович

У 1923 році став співтворцем літературного часопису «Рефлектор», у якому дебютував із твором Opowieść o papierowej koronie. У 1927 році вийшла друком перша збірка віршів поета, Kamień. Критики високо оцінили цю книгу. У 1930 році Чехович отримав від Міністерства релігійних справ та народної просвіти стипендію на виїзд до Франції.
Після повернення до Любліна став редактором літературного додатку до газети «Ziemia lubelska». У січні 1932 року почав видавати власну щоденну газету «Kurier Lubelski» (вийшло 129 номерів). Після завершення роботи над «Кур'єром» почав працювати над створенням наступної газети. Завдяки його зусиллям почав виходити «Dziennik Lubelski». Світ побачили лише дев'ять номерів.
У травні 1932 року поет разом із Францішкою Арнштайновою заснував Люблінський союз літераторів (пол. Lubelski Związek Literatów), який мав об'єднувати усіх письменників тодішнього Люблінського воєводства незалежно від форми творчості.
У 1933 році Чехович переїхав до Варшави. Там, серед іншого, редагував літературну колонку в двотижневику «Zet», редагував часописи для дітей «Płomyk» і «Płomyczek», співпрацював із тижневиками «Głos Nauczycielski» і «Pion» та місячником «Kamena», а також працював у літературному відділі Польського радіо. У 1938—1939 роках видавав квартальник «Pióro».
Після початку війни разом з іншими працівниками радіо, що евакуювалися, повернувся до рідного міста.
Загинув під завалами кам'яниці під час бомбардування Любліна за кілька сотень метрів від рідного дому за обставин, що дивним чином перегукуються зі смертю ліричного героя вірша Żal («ja bombą trafiony w stallach»).

## Творчість
Вибрані публікації поета:
- Kamień, Люблін, 1927

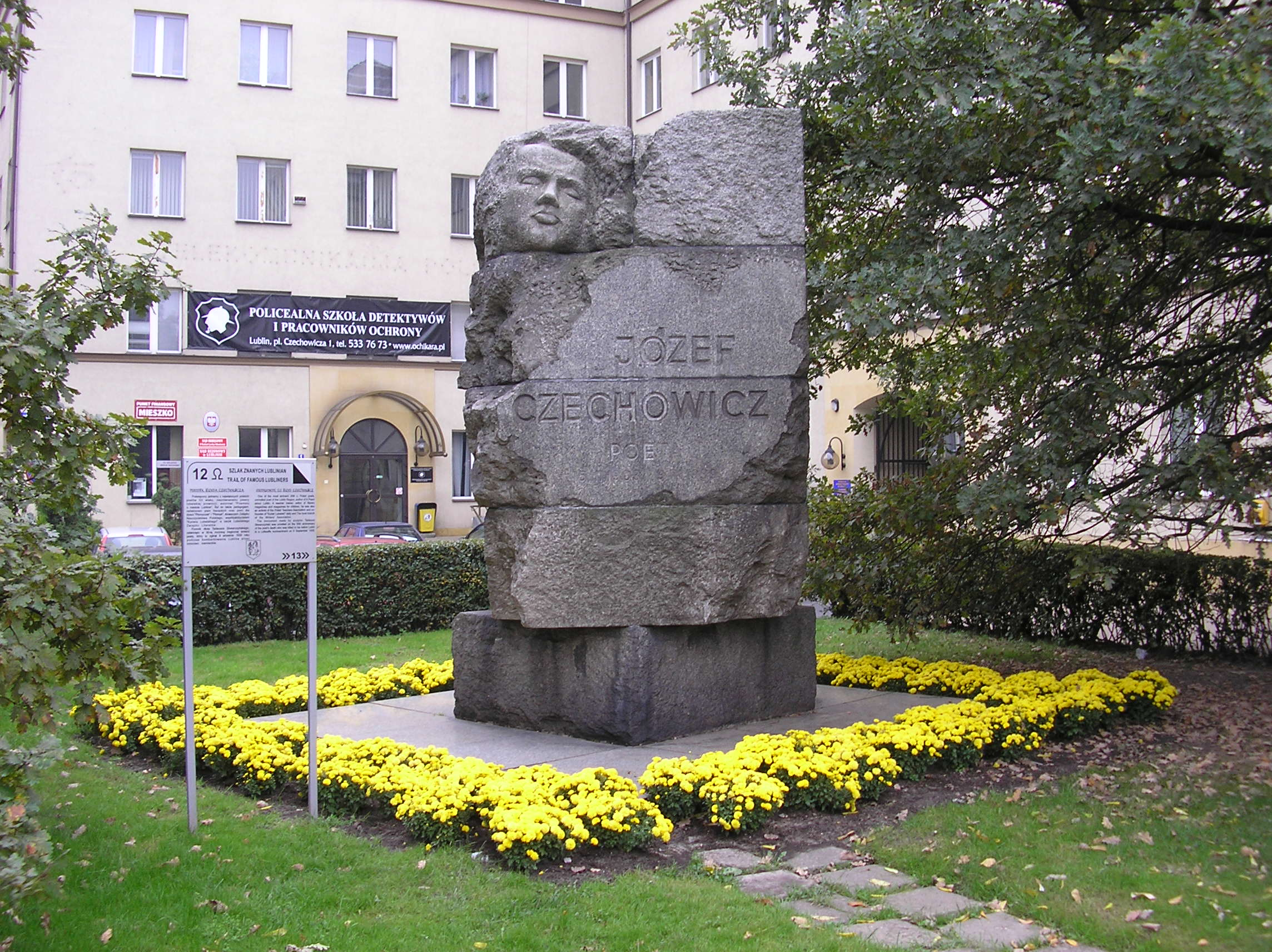
Пам'ятник Юзефа Чеховича на площі його імені в Любліні

- Dzień jak co dzień. Wiersze z lat 1927, 1928, 1929, Варшава, 1930
- Ballada z tamtej strony, Варшава, 1932
- Stare kamienie (разом із Ф. Арнштайновою), Люблін, 1934
- W błyskawicy. Poezje, Варшава, 1934
- Nic więcej, Варшава, 1936
- Czasu jutrzennego, 1937, поставлено у варшавському Новому Театрі[pl] у 1939 р.
- nuta człowiecza, Варшава, 1939

Крім оригінальних, переважно філософських, пройнятих песимізмом поезій, Чехович перекладав із інших мов (англійської, французької, чеської, болгарської, російської та української). Провідне місце серед його перекладацької спадщини займають переклади з української мови (яких є майже п'ятдесят). Зокрема, він перекладав поезії Павла Тичини, Євгена Маланюка, Олега Ольжича, Леоніда Мосендза, Миколи Бажана, Святослава Гординського, Богдана Лепкого, Тараса Шевченка. З прози — Василя Стефаника й Михайла Коцюбинського. Містив переклади переважно у «Biuletyn Polsko-Ukraiński» і газеті «Zet». Усі українські перекладні поезії зібрані в книзі «Wiersze» (Люблін, 1963).